# 達勒姆市 (英國國會選區)
杜倫市 (英語：City of Durham) 為英國國會一郡選區，位於英格蘭達勒姆郡舊達勒姆市範圍。設於1678年，時為當選兩席的自治市選區。1885年改為當選一席，1918年又改為郡選區。
這裡1935年以來是工黨佔優的選區。2010年大選中，自2005年以來任當區議員的羅伯塔·布勒克曼-伍茲以44.3%選票勝出該區連任成功。